# Franz Liskowitch
Franz Liskowitch, né le 15 juillet 1971, est un athlète français de marche nordique. Il est le sportif masculin le plus titré depuis la création en 2014 du circuit officiel en compétition sous l’égide de la Fédération française d’athlétisme.

## Biographie
Plus jeune, Franz Liskowitch fait de la course de fond et du demi-fond. Il devient ensuite cycliste, se sélectionnant à deux reprises pour le championnat du monde de cyclisme sur route amateurs. 
Il arrête le vélo en 2013 et bascule sur la marche nordique compétition dès 2014. 
Il passe en 2002 ou 2003 son brevet d'État d'accompagnateur en moyenne montagne, et suit en 2008 une formation pour encadrer la marche nordique. 
Après avoir été affilié au club To be sport, il crée le Nordic Walking Sensation 73 dont il est aussi l'entraîneur.
Il travaille à mi-temps pour une banque et s'entraîne à la Motte Servolex en savoie, à proximité des montagnes de Chambéry.

## Palmarès
Il occupe la place de n°1 Français depuis 2016 et comptabilise 14 victoires en coupes de France.
Double champion de France Elite (2017 & 2018), vice-champion de France Elite 2016, vice-champion de France Master 2015, il est également 3 fois vainqueur (2016, 2017, 2018) du classement général du MNT (Marche Nordique Tour), le gros « globe de cristal » de la discipline,,,.
Il remporte successivement et à trois reprises l’Euro Nordic Walk Vercors,,,, en 3 participations (2016, 2017, 2018).
En juillet 2018, Franz LISKOWITCH se qualifie pour sa première finale du Championnat du Monde ONWF,,,(Original Nordic Walking from Finland) à Mosina en Pologne ou il obtient une 9ème place en individuel sur 10 km couronné du titre de vice-champion du Monde Master, et une 3e place par équipe.  
Son palmarès l’érige en précurseur du haut niveau français de la marche nordique compétition qui s'organise progressivement pour obtenir une représentativité à l’internationale. 
Consécutivement à son premier titre de Champion de France Elite 2017 de marche nordique, il reçoit la médaille de la ville de la Motte-Servolex en janvier 2018.